# Опклада
Опклада је југословенски филм из 1971. године. Режирао га је Здравко Рандић, а сценарио је писао Живојин Павловић.

## Радња
У сеоском млину, са неколико радника, живи старији пословођа са младом женом. Она га напушта и одлази у град да тражи шофера, који је послом свратио у село, унео немир међу супружнике и у младој жени пробудио љубав. Трагајући за њим упознала је свет периферије и понижена се враћа мужу.

## Улоге
| Глумац                   | Улога                    |
| ------------------------ | ------------------------ |
| Душица Жегарац           | Милица                   |
| Павле Вуисић             | Млинар Видоје            |
| Борис Дворник            | Камионџија Тонче         |
| Велимир Бата Живојиновић | Сава                     |
| Драгомир Фелба           | Божидар                  |
| Миодраг Андрић           | Тимотије                 |
| Драгутин Добричанин      | Ћопави пуковник          |
| Жика Миленковић          | Шанкер Кале              |
| Михајло Бата Паскаљевић  | Келнер Гиле              |
| Љубомир Ћипранић         | Аца боксер               |
| Растислав Јовић          | Рудар                    |
| Љиљана Јовановић         | Јаворка                  |
| Растко Тадић             | Милиционер               |
| Бранислав Миленковић     | Човек који је пуцао      |
| Бранко Милићевић         | Момак који свира тамбуру |
| Петар Лупа               | Шибицар                  |
| Душан Вујисић            | Гост у кафани            |
| Златибор Стоимиров       |                          |
| Ана Красојевић           |                          |
| Иван Јанош               |                          |

## Награде
На 18. Филмском фестивалу у Пули 1971. године:
- Филм - Велика бронзана арена
- Душица Жегарац – Златна арена за женску улогу у филму